# Shannon Whirry
Shannon Whirry (Green Lake, 7 novembre 1964) è un'attrice statunitense.

## Biografia
Shannon Whirry nasce il 7 novembre 1964 a Green Lake, nel Wisconsin, e nel 1982 si diploma presso la locale Green Lake High School. Dopo aver frequentato l'Accademia americana di arti drammatiche di New York nella metà degli anni '80, ha iniziato a recitare in B-movies erotici agli inizi degli anni '90, principalmente in ruoli di scream queen. In seguito è stata più volte scritturata in film erotici in cui appariva frequentemente nuda o in lingerie, tra questi i più celebri sono Istinti pericolosi e Doppia immagine 2. 
Verso la fine degli anni '90 ha abbandonato il softcore per dedicarsi a ruoli più mainstream prendendo parte anche a serie televisive di successo come E.R. - Medici in prima linea e Black Scorpion. Nel 2004 l'attrice si trasferisce da Los Angeles a Cave Creek, nei pressi di Phoenix (Arizona), dove si esibisce occasionalmente in alcune compagnie teatrali locali (tra cui il Nearly Naked Theatre), per poi ritirarsi definitivamente dalle scene nel 2009.

## Vita privata
Alta 1,70 m, è sposata con Gary Richard Kiernan, da cui non ha avuto figli.

## Filmografia parziale
- Giustizia a tutti i costi (1991)
- Istinti pericolosi (1992)
- Doppia immagine 2 (1993)
- Body of Influence (1993)
- Istinti pericolosi 2 (1994)
- Private Obsession (1995)
- Dangerous Prey (1995)
- Omega Doom (1996)
- Playback (1996)
- Ringer - Falsa identità (1996)
- Non toccate il passato (1997)
- Fatal Pursuit (1998)
- Sons of Thunder - serie TV, episodio 1x03 (1999)
- Io, me & Irene (2000)
- Profezie di morte (2000)
- Impulsi mortali (2001)
- Jolene (2008)
- Ingenious (2009)
- Middle Men (2009)
- Dead West (2010)
- Everything Must Go (2010)